# Ива скальная
И́ва ска́льная (лат. Salix saxatilis) — вид цветковых растений из рода Ива (Salix) семейства Ивовые (Salicaceae).

## Распространение и экология
В природе ареал вида охватывает Восточную Сибирь и Дальний Восток России.
Произрастает в альпийском и субальпийском поясе гор и по галечникам в долинах горных речек.

## Ботаническое описание
Распростёртый кустарничек с изгибистыми, красноватыми, голыми ветвями длиной до 15—20 см.
Почки мелкие, острые, голые, бурые. Прилистники мелкие, яйцевидно-ланцетные, к обоим концам суженные, зубчатые. Листья мелкие, длиной 0,8—1,2 см, шириной 0,5—0,9 см, широкоэллиптические, к обоим концам заострённые, цельнокрайные, с почти завороченными краями, сверху зелёные, снизу сизовато-синие, молодые шелковисто опушенные, взрослые совершенно голые или снизу по главной жилке беловолосистые, на красных черешках длиной 0,2—0,3 см.
Серёжки длиной до 3 см, на короткой облиственной ножке. Прицветные чешуйки тёмно-бурые, эллиптические, заострённые, сильно-бело-волосистые. Тычинки в числе двух, свободные, голые, с пурпурными нитями и пыльниками. Завязь яйцевидно-коническая, пурпурная, слегка беловолосистая, на короткой ножке; столбик длиной около 1 мм, красный; рыльца двулопастные.

## Значение и применение
Очень хорошо поедаются северным оленем (Rangifer tarandus).

## Таксономия
Вид Ива скальная входит в род Ива (Salix) семейства Ивовые (Salicaceae) порядка Мальпигиецветные (Malpighiales).
|  |                                      |  |                                                             |                                                             |                  |  | ещё 36 семейств (согласно Системе APG II) | ещё 36 семейств (согласно Системе APG II) |                    |  |  |  | ещё более 500 видов |
|  |                                      |  |                                                             |                                                             |                  |  | ещё 36 семейств (согласно Системе APG II) | ещё 36 семейств (согласно Системе APG II) |                    |  |  |  | ещё более 500 видов |
|  |                                      |  |                                                             | порядок Мальпигиецветные                                    |                  |  |                                           |                                           | род Ива            |  |  |  |                     |
|  |                                      |  |                                                             | порядок Мальпигиецветные                                    |                  |  |                                           |                                           | род Ива            |  |  |  |                     |
|  | отдел Цветковые, или Покрытосеменные |  |                                                             |                                                             | семейство Ивовые |  |                                           |                                           | вид Ива скальная   |  |  |  |                     |
|  | отдел Цветковые, или Покрытосеменные |  |                                                             |                                                             | семейство Ивовые |  |                                           |                                           |                    |  |  |  |                     |
|  |                                      |  | ещё 44 порядка цветковых растений (согласно Системе APG II) | ещё 44 порядка цветковых растений (согласно Системе APG II) |                  |  |                                           | ещё около 57 родов                        | ещё около 57 родов |  |  |  |                     |
|  |                                      |  |                                                             | ещё 44 порядка цветковых растений (согласно Системе APG II) |                  |  |                                           |                                           | ещё около 57 родов |  |  |  |                     |